# Naturschutzgebiet Padberg

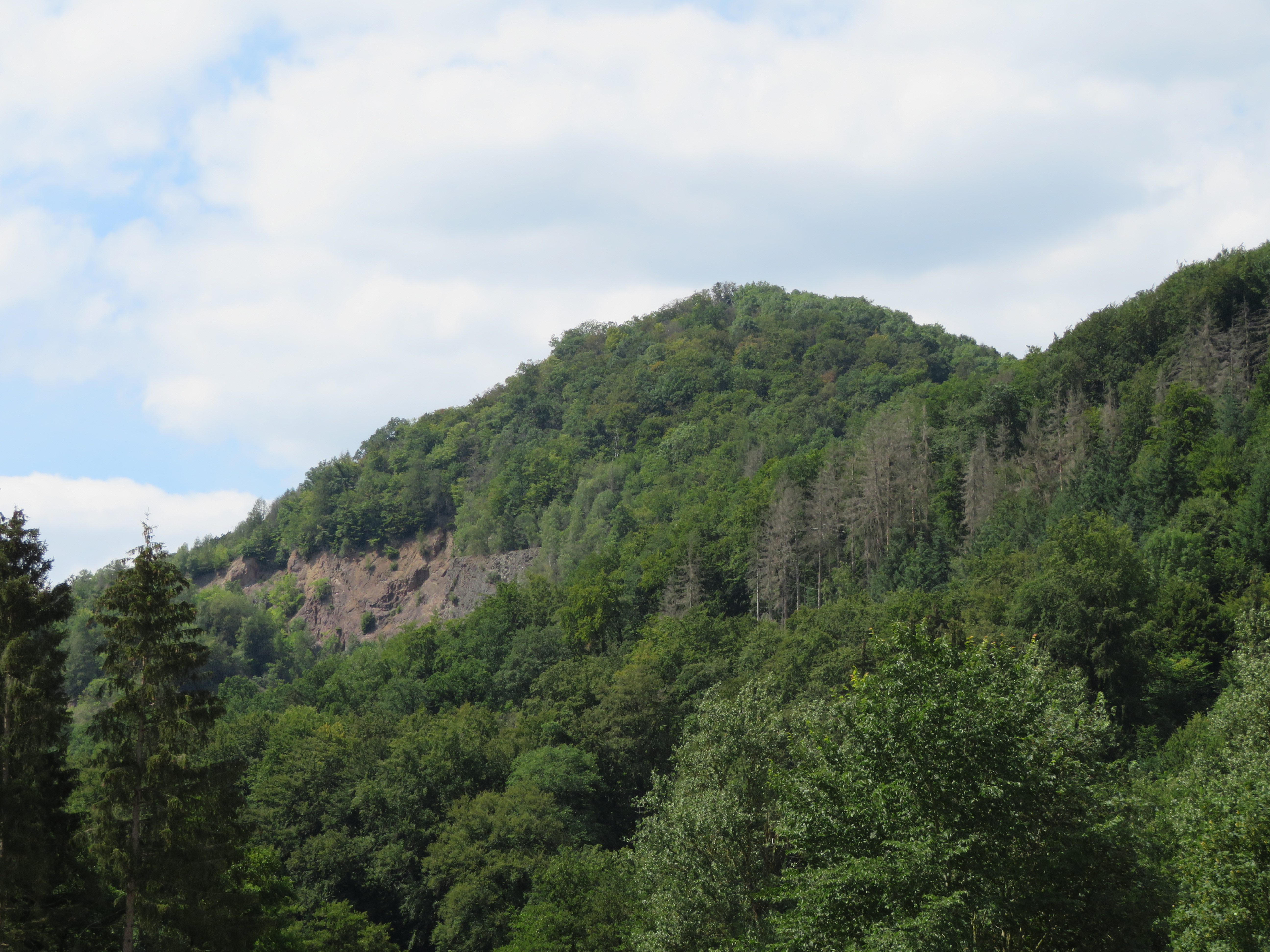
Naturschutzgebiet Padberg

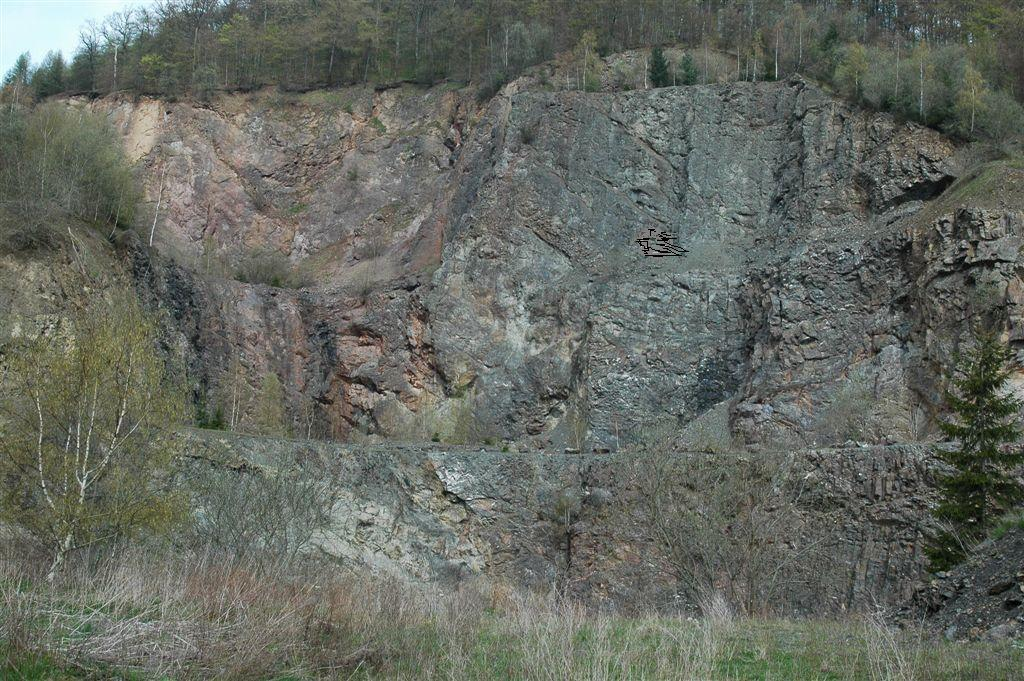
Steinbruch im Naturschutzgebiet Padberg

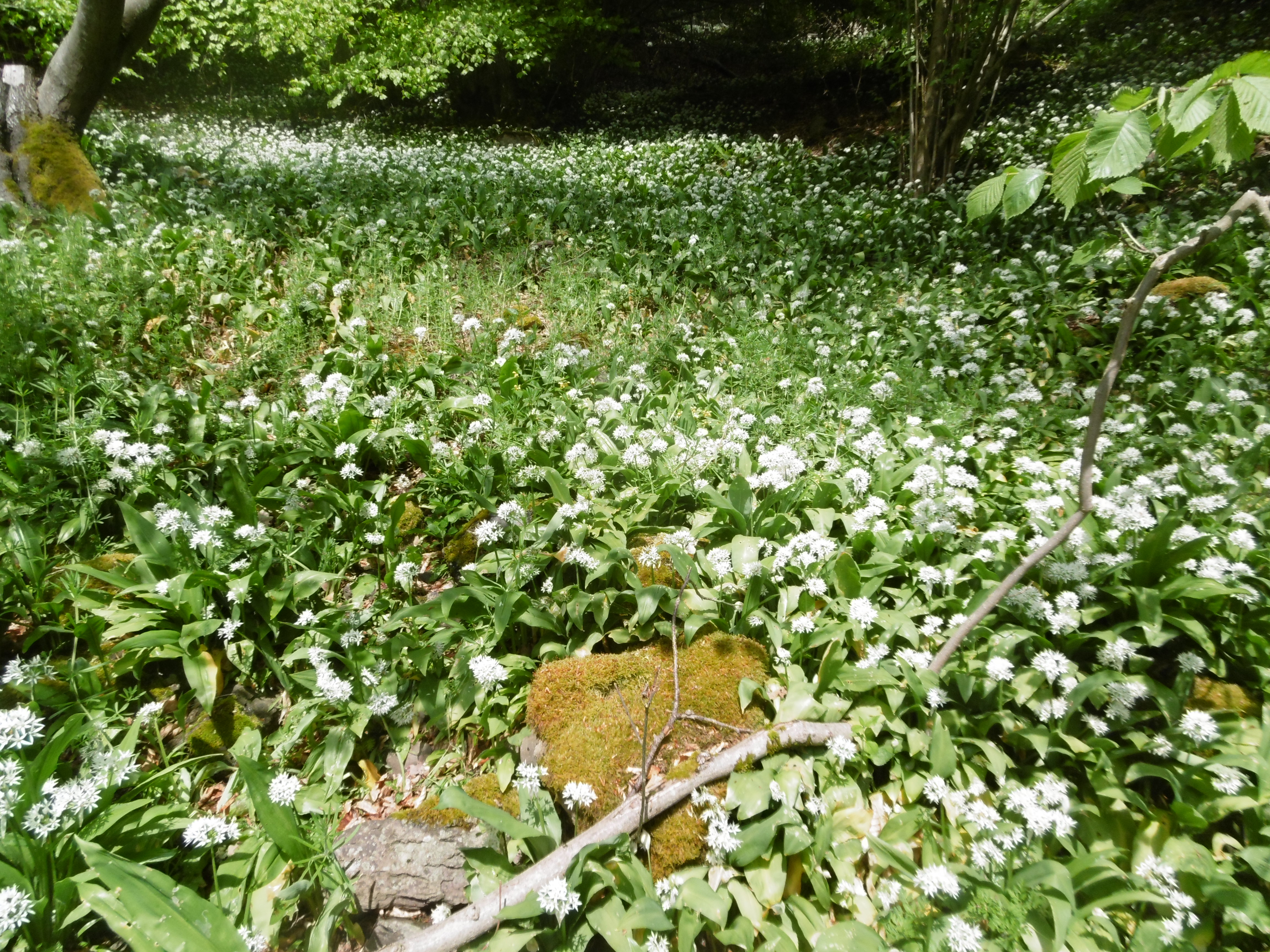
Bärlauch im Naturschutzgebiet Padberg

Das Naturschutzgebiet Padberg mit einer Größe von 46,7 ha liegt südlich von Padberg im Stadtgebiet von Marsberg im Hochsauerlandkreis. Das Gebiet wurde 2001 mit dem Landschaftsplan Hoppecketal durch den Hochsauerlandkreis als Naturschutzgebiet (NSG) ausgewiesen. Das NSG gehört zum seit 2004 ausgewiesenen FFH-Gebiet Wälder bei Padberg (DE 4518-302) mit 94 ha Größe. Das NSG gehört seit 2023 zum Vogelschutzgebiet Diemel- und Hoppecketal mit angrenzenden Wäldern.

## Gebietsbeschreibung
Beim NSG handelt es sich um die Diabas-Bergkuppe des Padberges und den zum Diemeltal abfallenden Berghang mit Wald. Der Wald besteht überwiegend aus Rotbuchenwald. Örtlich auch Bereiche mit Stieleiche, Hainbuchen und Fichten. Im Westen des NSG ist die Stieleiche lokal auch dominant. Im Südosten ist im Bereich sonnenexponierter Felsklippen ein wärmeliebender Eichen-Hainbuchenwald vorhanden. Im NSG liegt zudem ein ehemaliger Steinbruch. Im ehemaligen Steinbruch brütet der Uhu. Kleinere, bereits weitgehend wiederbewaldete Abgrabungen befinden sich im östlichen Bereich des NSG. Im NSG liegt zudem Reste eine ehemalige Wallburg.
Im Fachinformationssystem des Landesamtes für Natur, Umwelt und Verbraucherschutz Nordrhein-Westfalen steht zum Wert des NSG: „Die Fläche weist für den Naturraum repräsentative Buchenwälder basenreicher Standorte in guter Ausprägung auf. Im Oberen Diemeltal stellt die Fläche ein regional bedeutsames Element naturnaher Buchenwälder und Felsbiotope im Verbund weiterer umliegender Wald- und Felsbiotope dar.“

## Pflanzenarten im NSG
Vom Landesamt für Natur, Umwelt und Verbraucherschutz Nordrhein-Westfalen im Schutzgebiet dokumentierter Pflanzenarten: Braunstieliger Streifenfarn, Einblütiges Perlgras, Europäische Lärche,
Feldahorn, Frühlings-Platterbse, Gamander-Ehrenpreis, Gemeine Esche, Gemeine Fichte, Gewöhnliches Ruchgras, Hainbuche, Kalk-Blaugras, Leberblümchen, Maiglöckchen, Mauerraute, Rotbuche, Traubeneiche, Wald-Bingelkraut, Wald-Flattergras, Waldgerste, Wald-Habichtskraut, Wald-Labkraut, Wald-Schwingel, Wald-Segge, Wald-Veilchen, Waldmeister, Weiße Hainsimse, Weiße Schwalbenwurz, Zerbrechlicher Blasenfarn und Zwiebel-Zahnwurz.

## Schutzzweck
Das NSG soll den dortigen artenreichen Wald schützen. Wie bei allen Naturschutzgebieten in Deutschland wurde in der Schutzausweisung darauf hingewiesen, dass das Gebiet „wegen der Seltenheit, besonderen Eigenart und Schönheit des Gebietes“ zum Naturschutzgebiet wurde.